# Béla Grunberger
Béla Grunberger (* 22. Februar 1903 in Nagyvárad, Österreich-Ungarn; † 25. Februar 2005 in Paris) war ein französischer Psychoanalytiker ungarischer Herkunft.

## Leben
Béla Grunberger wurde 1903 als Kind jüdischer Eltern in Nagyvárad in Siebenbürgen geboren. Er verbrachte seine Jugend in Ungarn, Deutschland und der Schweiz. 1940 ging er nach Frankreich, um sich dort der französischen Armee im Kampf gegen Nazi-Deutschland anzuschließen. Aus nicht bekannten Gründen lehnte ihn die Armee ab, er blieb jedoch fortan in Frankreich. Während ein Großteil seiner Familie in Auschwitz ermordet wurde, überlebte er die Zeit der deutschen Besatzung und des Vichy-Regimes in Frankreich. Bei seinem Leben im Untergrund wurde er teilweise von Mitgliedern der Résistance unterstützt. Er selbst schmuggelte Waffen für die Résistance.
1946 wurde Grunberger in Paris Doktor der Medizin. Nach einer Lehranalyse bei Sacha Nacht wurde er 1953 ordentliches Mitglied der Société Psychoanalytique de Paris (Pariser Psychoanalytische Vereinigung). In dieser blieb er aktiv und leitete diverse Ausbildungsseminare. Grunberger reiste oft ins Nachkriegsdeutschland und beteiligte sich dort an der Reorganisation der Psychoanalyse. Er war 1960 an der Gründung des Institut und Ausbildungszentrum für Psychoanalyse und Psychosomatische Medizin (ab 1964 Frankfurter Psychoanalytisches Institut) in Frankfurt beteiligt. Der Psychoanalytiker und Psychiater René Major machte seine Lehranalyse bei Grunberger.
In den 40er und 50er Jahren war Grunberger Mitglied in der Parti communiste français (Kommunistischen Partei Frankreichs), wo er auch seine spätere Ehefrau und Kollegin Janine Chasseguet-Smirgel kennenlernte. Nachdem 1956 die Rote Armee den Ungarischen Volksaufstand gewaltsam niedergeschlagen hatte, brachen er und Chasseguet-Smirguel jedoch mit der Kommunistischen Partei. Im Zuge der Pariser Mai-Unruhen 1968 schrieben beide – unter dem Pseudonym „André Stéphane“ – L'Univers contestationnaire ou les nouveaux chrétiens (Paris 1969), eine kritische Betrachtung der Studentenbewegung und des Stalinismus.
Grunberger starb im Alter von 102 Jahren in der Nacht vom 25. auf den 26. Februar 2005 in Paris.

## Werk
Béla Grunberger beschäftigte sich in seinem Werk vor allem mit der Thematik des Narzissmus. Er ging davon aus, dass es einen ursprünglichen Narzissmus gebe, der bereits im intrauterinen Leben angesiedelt sei. Grunberger nahm an, dass beim Ungeborenen ein narzisstisches Allmachts- und Hochgefühl vorherrsche, da dieses nichts davon wisse, dass es bereits von Objekten abhängig ist. Nach der Geburt werde diese Illusion zunehmend durch die Realität angegriffen, was beim Kind den Wunsch nach einer Rückkehr zum ursprünglichen, narzisstischen Zustand wecke. Während der maligne Narzisst nach Grunberger an der Illusion auf einen narzisstischen Urzustand festhält, werde der Narzissmus bei normaler Entwicklung integriert und in den Dienst des Ichs gestellt.

## Schriften
- Sigmund Freud et Béla Grunberger (dir.), Les Rêves : la voie royale de l'inconscient, Paris, Tchou, 1997 (ISBN 2-7107-0593-1)
- Daniel Widlöcher et Béla Grunberger (dir.), Les Névroses : l'homme et ses conflits, Paris, Tchou, coll. « Les Grandes découvertes de la psychanalyse », 1997 (ISBN 2-7107-0596-6)
- Béla Grunberger et Janine Chasseguet-Smirguel, L'univers contestationnaire, Paris, In Press, 2004 (réimpr. 2002) (ISBN 2-84835-044-X)
- Béla Grunberger et Janine Chasseguet-Smirguel, Freud ou Reich. Psychanalyse et illusion, Tchou, 1976
- Béla Grunberger, Le narcissisme : essais de psychanalyse, Paris, Rivages & Payot, 2003 (ISBN 2-228-89772-8)
- Béla Grunberger et Pierre Dessuant, Narcissisme, christianisme, antisémitisme : étude psychanalytique, Arles France, Actes Sud, 1997 (ISBN 978-2-7427-1261-8)

### Auf Deutsch erschienen
- Vom Narzißmus zum Objekt. Aus dem Franz. von Peter Canzler. Suhrkamp, Frankfurt am Main 1976. ISBN 978-3-518-07280-6
  - Neuauflage unter demselben Titel: Psychosozial-Verlag, Gießen 2001, ISBN 978-3-89806-057-8
- Freud oder Reich? Psychoanalyse und Illusion. Mit Janine Chasseguet-Smirgel. Aus dem Franz. von Gerhard Ahrens. Ullstein, Frankfurt/M., Berlin, Wien 1979. ISBN  	978-3-548-03583-3
- Narziss und Anubis. Die Psychoanalyse jenseits der Triebtheorie. Aufsatzsammlung (2 Bd.). Aus dem Franz. von Eva Moldenhauer. Verlag Internat. Psychoanalyse, München/Wien 1988
- Narzißmus, Christentum, Antisemitismus. Eine psychoanalytische Untersuchung. Mit Pierre Dessuant. Aus dem Franz. von Max Looser. Klett-Cotta, Stuttgart 2000. ISBN 978-3-608-91832-8